# Rivière Dufay
Rivière Dufay är ett vattendrag i Kanada.   Det ligger i provinsen Québec, i den sydöstra delen av landet, 400 km nordväst om huvudstaden Ottawa. Rivière Dufay ligger vid sjöarna  Lac Buies Lac Drapeau och Lac Dufay.
I omgivningarna runt Rivière Dufay växer i huvudsak blandskog. Trakten runt Rivière Dufay är nära nog obefolkad, med mindre än två invånare per kvadratkilometer.